# Ectrepesthoneura referta
Ectrepesthoneura referta är en tvåvingeart som beskrevs av Eberhard Plassmann 1976. Ectrepesthoneura referta ingår i släktet Ectrepesthoneura och familjen svampmyggor. Arten är reproducerande i Sverige. Inga underarter finns listade i Catalogue of Life.